# Клосс, Билл
Уильям Томас «Билл» Клосс (англ. William Thomas "Bill" Closs; 8 января 1922 года, Эдж, штат Техас, США — 6 июня 2011 года, Пало-Алто, штат Калифорния, США) — американский профессиональный баскетболист и тренер. Чемпион НБЛ в сезоне 1948/1949 годов.

## Ранние годы
Билл Клосс родился 8 января 1922 года в городке Эдж (штат Техас), в семье Уильяма и Лилиан Клосс, учился в средней школе Хирн из одноимённого города, в которой играл за местную баскетбольную команду.

## Студенческая карьера
В 1943 году окончил Университет Райса, где в течение четырёх лет играл за команду «Райс Оулс», в которой провёл успешную карьеру. При Клоссе «Совы» три раза выигрывали регулярный чемпионат Юго-Западной конференции (1940, 1942—1943), а также два раза выходили в плей-офф студенческого чемпионата США (1940, 1942), но дальше первого раунда не проходили. В своём последнем сезоне в составе «Оулс» Клосс стал не только лучшим бомбардиром команды, но и всей конференции, набирая по 17,0 очка в среднем за игру, за что по итогам сезона был включён в 1-ю всеамериканскую сборную NCAA (1943). По окончании учёбы он получил степень бакалавра в области здоровья и физического воспитания. В 1971 году Билл Клосс был включён в спортивный Зал Славы университета Райса, а в 2003 году свитер с номером 22, под которым он выступал, был закреплён за ним и выведен из употребления.

## Профессиональная карьера
Играл на позиции лёгкого форварда, тяжёлого форварда и центрового. В 1946 году Билл Клосс заключил соглашение с командой «Индианаполис Каутскис», выступавшей в Национальной баскетбольной лиге (НБЛ). Позже выступал за команды «Хьюстон Маверикс» (ПБЛА), «Андерсон Даффи Пэкерс» (НБЛ, НБА), «Филадельфия Уорриорз» (НБА) и «Форт-Уэйн Пистонс» (НБА). Всего в НБЛ и НБА провёл по 3 сезона, а в ПБЛА — всего две игры. В сезоне 1948/1949 годов Клосс, будучи одноклубником Фрэнка Брайана, Ральфа Джонсона, Хоуи Шульца и Джона Харгиса, выиграл чемпионский титул в составе «Андерсон Даффи Пэкерс». Один раз включался во 2-ю сборную всех звёзд НБЛ (1949). Всего за карьеру в НБЛ Билл сыграл 163 игры, в которых набрал 1184 очка (в среднем 7,3 за игру). Всего за карьеру в НБА Клосс сыграл 186 игр, в которых набрал 1669 очков (в среднем 9,0 за игру), сделал 605 подборов и 346 передач. Помимо этого Клосс в составе «Каутскис» два раза участвовал во Всемирном профессиональном баскетбольном турнире, став его победителем в 1948 году.

## Тренерская карьера
В конце сезона 1947/1948 годов в качестве игрока «Хьюстон Маверикс» Клосс был играющим тренером команды, однако провёл на этом посту всего два матча, одержав две победы, так как клуб был расформирован спустя несколько дней после своего основания.

## Семья и смерть
После окончания университета, во время Второй мировой войны, Клосс служил в морской пехоте. После войны он женился на Вирджинии Рук, которая родила ему двух дочерей (Линду и Либби) и одного сына (Билла-младшего). Кроме того у него был младший брат и девять внуков. Билл Клосс умер естественной смертью в понедельник, 6 июня 2011 года, на 90-м году жизни в городе Пало-Алто (штат Калифорния).